# 테네시 공과대학교
테네시 공과 대학교 또는 테네시 테크(Tennessee Tech)는 미국 테네시주 쿡빌에 위치한 공립 연구형 대학이다. 한때 테네시 폴리테크닉 인스티튜트(Tennessee Polytechnic Institute), 딕시 대학교(University of Dixie) 등으로 불렸다.
공학, 테크놀로지, 컴퓨터 과학 관련 분야에 집중하지만 교육, 자유과, 농업, 간호 등의 다른 분야도 추구할 수 있다.